# Leptureae
Leptureae é uma tribo da subfamília Chloridoideae.

## Gêneros
- Lepturus